# Schoneggpass
Der Schoneggpass (auch: Sinsgäuer Schonegg) ist ein Saumpfad auf 1913 m ü. M. in den Schweizer Alpen und verbindet die Kapellengemeinde Oberrickenbach (894 m ü. M.), Kanton Nidwalden über die Alp Sinsgäu mit dem Sulztal und St. Jakob (988 m ü. M.) im Grosstal im Kanton Uri. Der Pass liegt zwischen dem Brisen (2403 m ü. M.) und dem Chaiserstuel (2400 m ü. M.).

## Einzelnachweise

Chaiserstuel, Schoneggpass, Brisen